# Каухава (аэродром)
Аэропорт Каухава (ИАТА: KAU, ИКАО: EFKA) (фин. Kauhavan lentoasema) — военный аэропорт, находится в Каухава, Финляндия, в 3 км от центре города Каухава. Здесь находится Учебный центр военно-воздушных сил Финляндии.